# 八九式重擲弾筒
八九式重擲弾筒（はちきゅうしきじゅうてきだんとう）は、1920年代から30年代初期にかけて開発・採用された大日本帝国陸軍の小隊用軽迫撃砲・擲弾発射器。

## 概要

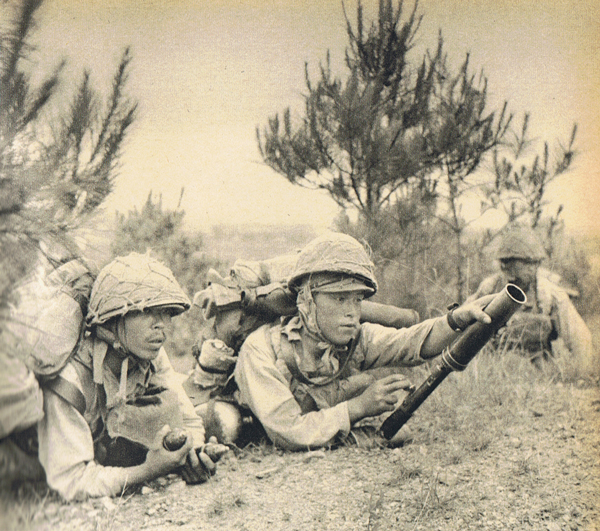
浙贛作戦で八九式重擲弾筒を使用する第13軍の兵士、1942年5月

開発は十年式擲弾筒が仮制式となって1年後の1922年（大正11年）から始まった。十年式擲弾筒は欠点が多く使いにくい兵器であることは陸軍としても充分に承知しており、特に射程の不足と命中率の低さを改善することが求められていた。同年4月には早くも試製品が完成し試験が行われた。しかし、1923年（大正12年）9月の関東大震災で焼失したため、いったん開発は頓挫したが、11月には密参第262号兵器研究方針により正式に開発審査が決定した。1925年（大正14年）末には陸軍技術本部での試験を終了し、1926年（大正15年）から1930年（昭和5年）にかけて陸軍歩兵学校に委託して実用試験を行った。時間がかかっているのは支柱部分の強度不足が指摘され、重量増加とのギリギリの線を探しこれの修正に手間取ったためである。制式名称が八九式となっているのは修正版試製品の完成が1929年（昭和4年）、つまり皇紀2589年であったためで、実際は1930年4月に仮制式制定となり、1932年（昭和7年）に制式制定となっている。生産は1932年から1945年（昭和20年）まで行われ、約12万挺が生産された。
八九式重擲弾筒は、太い筒身と細い柄槓（支柱）、その先の駐板（台座）からなる。全体の構成は十年式擲弾筒と同様だが、分解しない状態で運搬される点が異なる。湾曲した駐板を地面に当てて立て、筒身の水平からの仰角を目分量で45度へ調整した後、筒身後部の整度器（調整つまみ）を回して射距離を設定し、柄槓に沿った引鉄を使って擲弾を発射する。この際、射撃姿勢によっては膝や足で地面にある駐板を踏み、衝撃でずれないようにした。発射角度は常に45度とする前提で、射程の増減は整度器を回して、柄槓内の撃茎室（引鉄を含む撃発機構を内蔵）の位置を前後させることで、弾薬が筒身へ挿入される深さを調節し、相対的に筒身長を増減して腔内容積を変化させ、初速を調整することで行うという方式であった。この方式は一見複雑だが、同一の弾薬かつ固定発射角度でも射程を変化させることができるという利点がある。なお、墜発式でないため必要に応じて水平など45度ではない角度で発射することも可能であったが、反面二重装填による事故も多発した。筒身の側面には、射撃体勢を取った際に照準軸線の目安とする方向照準線が描かれていた。
弾薬は専用の八九式榴弾で、十一年式曲射歩兵砲用の十一年式榴弾をほぼそのままスケールダウンしたものである。筒身内面のライフリングに噛合うよう、発射時の火薬ガスで内側から膨らむ銅製の弾帯を持ち、弾頭には瞬発信管を備える。また、十年式手榴弾および九一式手榴弾を発射することもできるが、最大射程は200mと八九式榴弾使用時の3分の1以下となる。この他、ヘキサクロルエタンと酸化亜鉛を発煙剤とした九三式発煙弾、八九式榴弾の弾殻を鋳鉄とし危害半径を小さくした演習弾である九四式代用弾が供給・使用された。
米軍兵士の間では、鹵獲した擲弾筒をニー・モーター（膝撃ち迫撃砲）と呼んだ。これは湾曲した台座が太腿にぴったり合ったことから、片膝を立てた姿勢で腿の上に乗せて発射する物と勘違いし、実際に行った者が反動で怪我をしたという逸話が残っていることに由来する。この誤った姿勢で擲弾筒を構える米軍兵士の記念写真も実在し、また鹵獲した擲弾筒を解説した1944年後期に書かれたマニュアルには、「本兵器は決して大腿部にあてがって使用してはならない」と明記されていた。

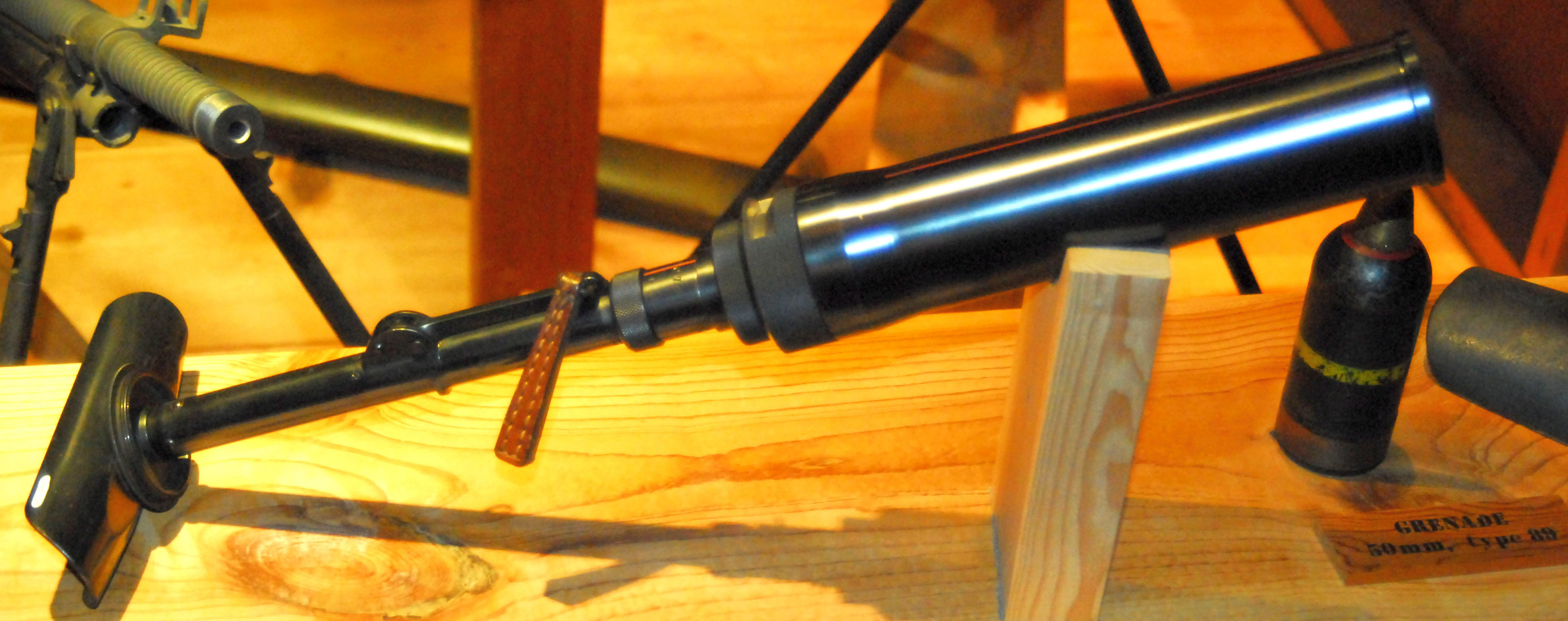
前任の十年式擲弾筒。射距離の調節方法は八九式と異なり、筒身後部の回転筒を回し、ガス漏孔の開度を変化させて行う。
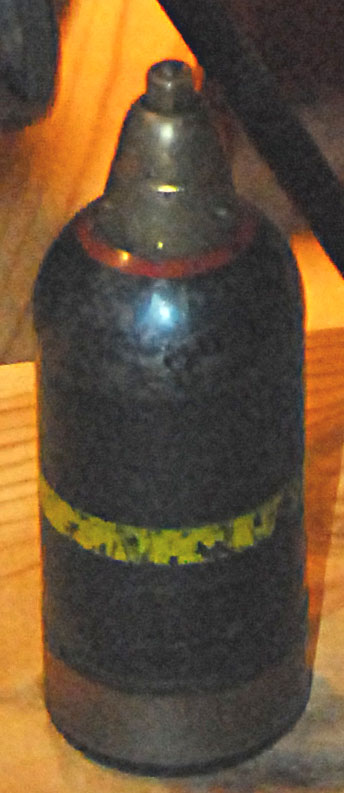
八九式榴弾
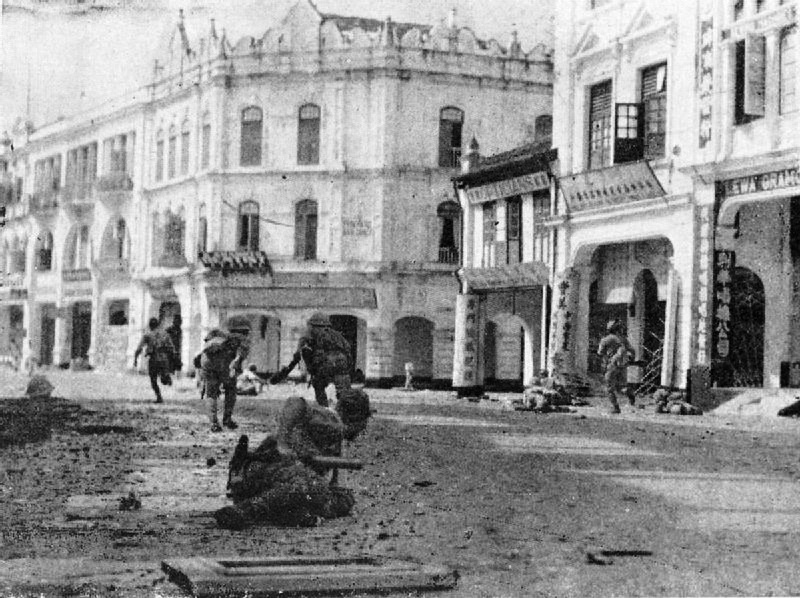
マレー作戦（クアラルンプールの戦い）における八九式重擲弾筒と擲弾筒手
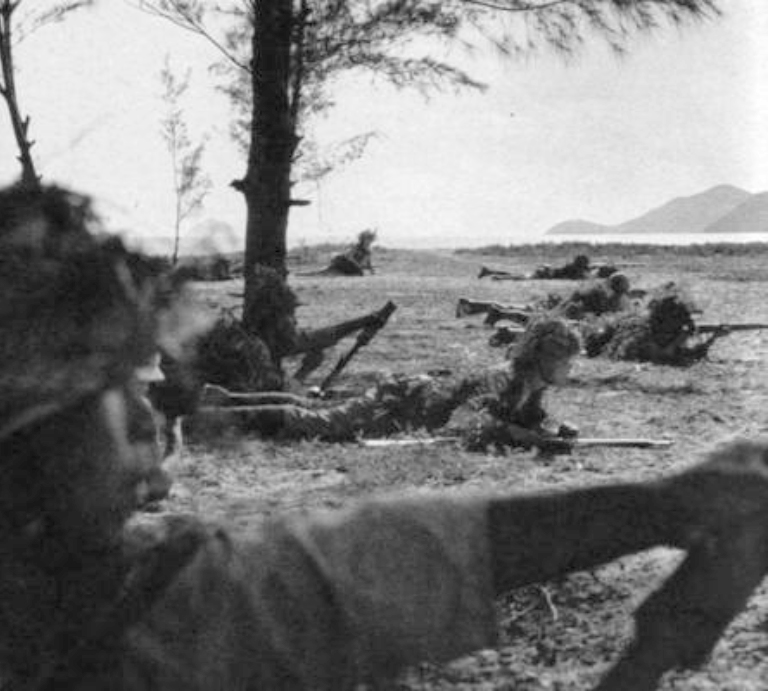
マレー作戦における八九式重擲弾筒と擲弾筒手

## 編制
1個小隊は4個分隊で編成され、分隊には軽機関銃1丁を装備する機関銃分隊、擲弾筒3門を装備する擲弾筒分隊、小銃分隊があった。
擲弾筒1門は3名の班で運用し、1人18発（計54発）の弾薬定数を持っていた。擲弾筒分隊はこの班が3個と分隊長の合計10名から編成されていた。
理想的な小隊編成は機関銃分隊3個と擲弾筒分隊1個からなる編成であったが、機関銃が不足していたため、機関銃分隊2個と擲弾筒分隊2個の小隊が編成されることも多かった。更に小銃分隊2個と擲弾筒分隊2個で編成したり、小銃分隊3個と擲弾筒分隊1個で編成されることもあった。

## 運用

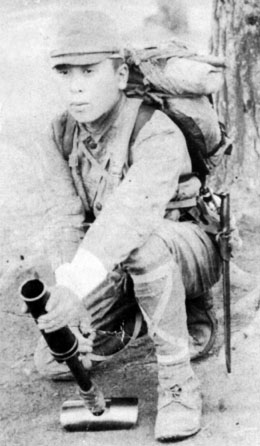
八九式重擲弾筒を構える兵士。支柱後端の駐板を地面に据え、支えとして使用する

同兵器は45度の角度で立てた場合に800gの榴弾を最大で670m、後に開発された有翼弾では800m飛ばす事ができる。この運用性の高さと威力の大きさ（有効半径10m）もあって、その上破裂音が野砲並みに大きいので米軍に大いに恐れられた。八九式重擲弾筒は歩兵小隊に1～3本が配備され、発射時には2人1組で各々が装填と調節・発射を担当、運搬では3人1組で各々が弾薬を8～18発（約6.4～14.4kg）ずつ専用の布製袋に入れ、担いで運搬した。効率が落ちるものの一人でも運搬・発射が可能であった。

## 評価
沖縄戦におけるシュガーローフの戦いでは、擲弾筒が効果的に運用されたことが記録されている。特に米軍の突撃小隊を支援する機関銃分隊に対し正確に撃ち込まれ、頻繁に射撃後の移動を行わなかった機関銃分隊は生き残れなかったという。一方、斜面に着弾した擲弾に不発が多く見られたことも記録されている。また信管が打撃瞬発式のため、擲弾の弾道上に電線・枝葉等の障害物があると、飛翔中に信管が作動して炸裂してしまうおそれがあった。
小銃擲弾（ライフルグレネード）と迫撃砲の中間的なコンセプトが評価され、前述のように戦術的成果も高かった。本擲弾筒を意識して開発製造されたのが確実なものとしては、中華民国の国民革命軍が装備していた民国二七年式擲弾筒がある。民国二七年式擲弾筒は中国人民解放軍でも二七式擲弾筒の名称で1960年代初期まで使われており、朝鮮戦争でも使用された。
携行可能な擲弾筒のコンセプトは日本以外でも研究され、イギリスのSBML 2インチ迫撃砲などが存在する。アメリカ軍のM19 60mm 迫撃砲は、当初は八九式重擲弾筒と同様に砲身と台座のみから構成される形式を採用していたが、あまりの命中精度の低さから、前任のM2 60mm 迫撃砲と同様の支持脚を装着するにいたったという経緯がある。また、アメリカ海兵隊では、現代でも60mm迫撃砲から支持脚を外して小型のベースプレートを取り付けて擲弾筒のような形にしたものを小隊の迫撃砲班で運用している。
なお歩兵個人装備の軽迫撃砲としては口径の50mmは一般的であり、第二次世界大戦当時に各国で使用された軽迫撃砲はアメリカの60mmを除き50mmとなっている。
擲弾筒という名称であるが、八九式重擲弾筒は単に十年式擲弾筒を重くしたものではない。口径・筒身長は十年式と大差はなく、全長差も射距離調整ねじの追加で必要となった分のスペースである。増大した重量はほぼ全てが射撃精度向上のために振り向けられていると言って良く、手榴弾兼用の弾薬も使用できるという点以外は、各国の小隊用軽迫撃砲と運用面で異なるところはない。更に、実際には手榴弾を発射する場面はほとんどなく、もっぱら専用の榴弾を使用するものであり、八九式榴弾の威力は十年式手榴弾・九九式手榴弾の約3倍、九一式手榴弾・九七式手榴弾の約2倍であった。これはグレネードランチャーが一般に手榴弾と同等程度であるのに対してかなり大きいものであり、むしろ軽迫撃砲弾薬と同等かそれに近いものである。片や迫撃砲の軽量簡素化、片や擲弾筒の重厚精密化という出自の違いはあれども、小隊用軽迫撃砲と重擲弾筒のニッチは結果としてほぼ一致している。
むしろ、戦後各国で開発されたグレネードランチャーは、小銃擲弾と同様、その大半が八九式重擲弾筒よりも最小射程・最大射程ともに小さく、弾頭威力もより小であり、運用はより簡便なものであり、ライフルグレネードの延長にある装備である。
第二次世界大戦のアメリカ軍が使用したM7ライフルグレネードが有効射程150m程度で手榴弾と同程度の威力だったのと比較すると射程威力とも二倍は高性能であり、カタログスペックの比較ではソビエトの50mm迫撃砲などと同等の性能を持っていながら重量は半分以下という利便性の高さを誇っていた。当時の連合国軍に最も恐れられた日本軍の兵器の一つであり、小隊用軽迫撃砲として見れば他国と射程威力命中率では互角を誇りながら重量は半分以下という高性能だった。日本軍から鹵獲した八路軍においては、水平撃ちを多用してライフルグレネードのように用いた。また小改良の上、二七式擲弾筒として制式化している。

## 登場作品

### 映画
- 独立愚連隊 - 1959年製作の日本映画。独立第九〇小哨の隊員たちが装備しており、八路軍に対して使用される。
- 血と砂 - 1965年製作の日本映画。小杉曹長の率いる軍楽隊が焼き場陣地を攻撃する際に擲弾筒を誤って垂直に発射してしまう場面がある。
- ウインドトーカーズ - 2002年製作のアメリカ映画。海兵隊が日本軍陣地を攻撃する場面で擲弾筒が登場する。
- ハクソー・リッジ - 2016年製作のアメリカ映画。日本軍陣地を攻撃中のアメリカ陸軍に対して日本兵が使用する。

### テレビドラマ
- ザ・パシフィック - 2010年放送のアメリカテレビドラマシリーズ。ペリリュー編において日本兵が司令部の防衛戦で使用する。

### ゲーム
- Rising Storm - 日本軍陣営（帝国陸軍、海軍陸戦隊）で八九式重擲弾筒を使用可能。携行弾数は7発。